# 海明寺裕
海明寺 裕（かいめいじ ゆう、1958年4月16日 - ）は、日本の漫画家。愛知県名古屋市出身。代表作に『ルナティック・ルナ』、漫画版『ファイナルファンタジー』など。

## 略歴
学生時代は「東大まんがくらぶ」に所属（東大まんがくらぶは学外の人間も受け入れており、海明寺自身は東大生ではない）。駒場祭などで頒布された同サークルのサークル誌に加え、同サークルの同人3人で同人誌を製作して川崎市民プラザ時代のコミケットなどで頒布しており、その際のペンネームが「その3」（このペンネームはSF漫画家時代にエロ同人誌を描くときに使っていた）。当時の漫画ニューウェーブ運動の一翼を担った学漫系の同人作家としては、その高いクオリティで知られた存在だった。
1980年、近代映画社刊行の「ジ・アニメ増刊 マンガ特集号『は～い！』」にて商業誌デビュー（この雑誌は2号で休刊。）。作品は「巨像の戦線」（単行本未収録）。
1982年、坂村健の著書『コンピュータとどう付き合うか』（光文社）の挿絵を手がける。「ぱふ」（雑草社刊）1985年7月号「今月の新人まんが家」ページ（p29）には、「月刊ウィングス」6月号掲載の「エルマアの壁」が（デビュー作として）紹介されている。
1980年代末に『ファミコン必勝本』（JICC出版局）系の雑誌に掲載された漫画版『ファイナルファンタジー』が代表作になる（ただし、権利の関係で電書化などは難しいとのこと）。1980年代から1990年代にかけて、主にSF系の漫画を執筆したが、当時は掲載誌がすぐ潰れるなど、安定した連載には恵まれなかった。
1995年、『月刊フラミンゴ』（三和出版刊）1月号（11月発行）掲載の「eXpose」より、成人向け漫画に執筆の場を移した。安定した連載誌を得たことで、単行本も安定的に刊行。『フラミンゴ』ではSM調教漫画の長編シリーズ「K9シリーズ」を連載し、『フラミンゴ』及びその後継誌の『アイラ』が休刊する2002年まで、主力作家の一人として活躍した。
2013年5月、右脳の脳出血で倒れる。手術後数日で意識が戻るものの、患部が司っていた部位の機能に障害が残り、左半身不随となった。
妻の小杉あや（漫画家、「ゆきあやの」のペンネームでも知られる）と共同でSNSを運営していたが、2020年に離婚。

## 作品リスト

### 一般向け
- ルナティック・ルナ（1988年）
- ファイナルファンタジー（1989年）
- 鋼鉄の処女 （こうてつのおとめ）
ジオン公国軍の鋼鉄の処女隊は、犯罪者、地球出身のコントリスト（宇宙移民者による国家の建設を主張する者、ジオニズム参照）、サイド3出身だが反ザビ派の軍人などで構成された部隊。
  1. ガンダムジェネレーション 3巻（1990年10月30日発行）
一年戦争末期。戦後のジオンに必要とされるナンセン卿を連邦の捕虜収容施設から救出する指示が下される。
  2. サイバーコミックス No.31（1991年6月10日発行）
時系列的にはこちらが先になる。一年戦争初期（ルウム戦役頃）。
ジオン公国の要人、ナンセン卿から反コントリストの極右テロ組織に奪われたモビルスーツMSの回収を依頼される。
- 亡國星（1995年）

### 成人向け
- eXpose
- 後宮学園
- bodyShop
- K9
- volunteerBreeding～飼育奉仕
- girl Hunt
- めしべのアルバム
- puppy Love
- 奴隷立國
- コレクション
- 早熟児
- 家族の禁断肖像
- 媚女爛漫
- 白昼夢